# Stagmomantis californica
Stagmomantis californica es una especie de mantis de la familia Mantidae.

## Distribución geográfica
Se encuentra en México y California.